# روابط اسرائیل و نیجریه
روابط اسرائیل و نیجریه به روابط دو جانبه دیپلماتیک، فرهنگی و اقتصادی بین کشورهای اسرائیل و نیجریه اشاره دارد. سفیر نیجریه در اسرائیل دیوید اولادیپو اوباسا است.

## تاریخ

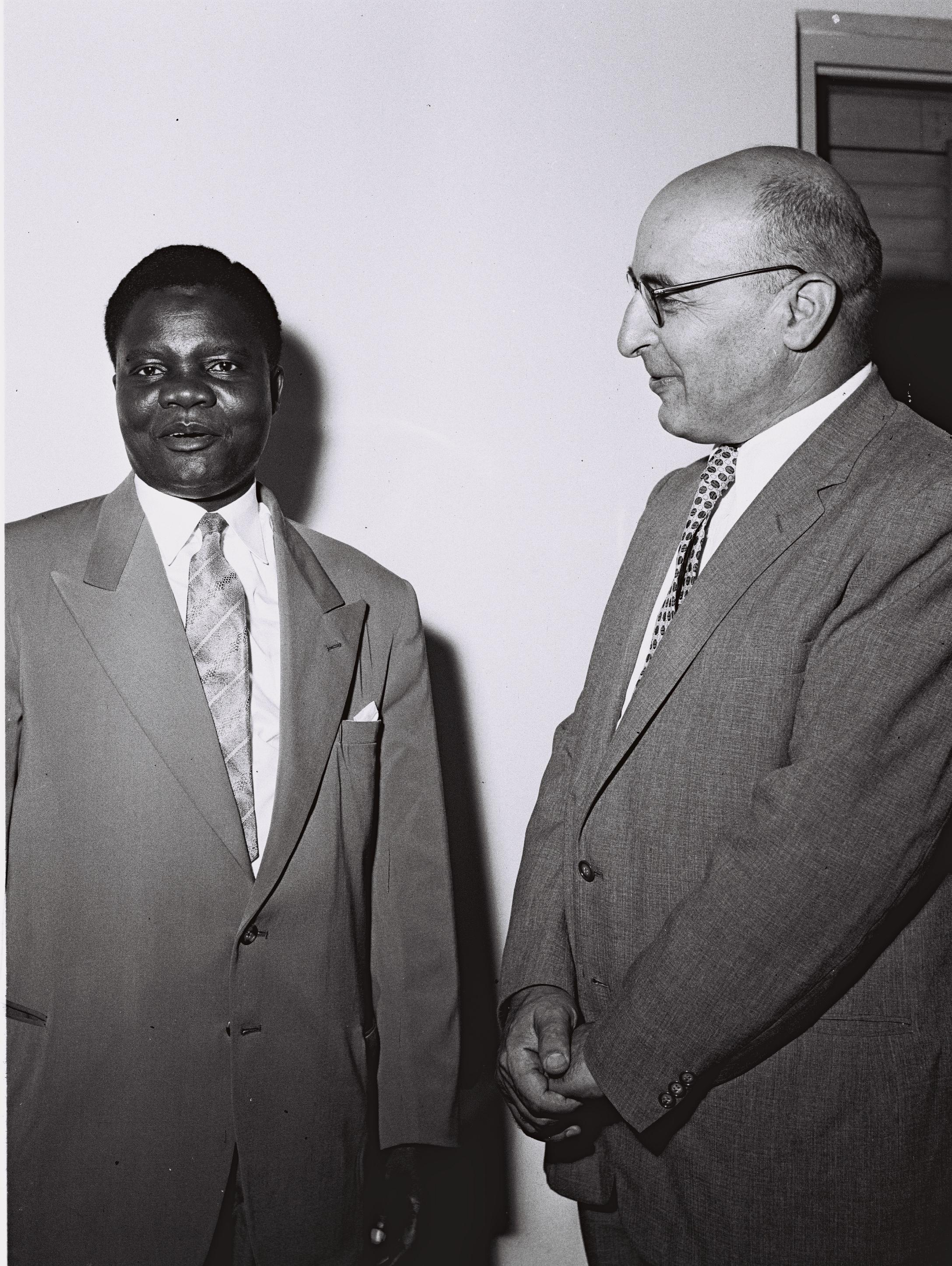
وزیر تجارت و صنعت اسرائیل پینهاس ساپیر و وزیر تجارت نیجریه، ۱۹۵۹

اسرائیل و نیجریه در سال ۱۹۶۰ روابط دیپلماتیک برقرار کردند.
در طی دهه ۱۹۶۰ و اوایل دهه ۱۹۷۰، اسرائیل نقش بسزایی در توسعه کشورهای جنوب صحرای آفریقا از جمله نیجریه داشت. صدها متخصص و داوطلب اسرائیلی برای کمک به توسعه و نوسازی کشاورزی، آموزش، پزشکی و آموزش فناوری اعزام شدند. موشه «جری» بیت هالوی اسرائیلی اولین مربی فوتبال نیجریه پس از استقلال بود. او عامل روابط نزدیک بین مناطق جنوبی و غربی نیجریه با اسرائیل، در کنار تنش‌های منطقه شمال نیجریه و اسرائیل بود. انعکاس بازی‌های وی در مطبوعات نشان دهنده اختلافات عمیقی بود که نیجریه را در جمهوری اول آزار می‌داد. در همان زمان، صدها کشاورز، متخصص، مربی، آکادمیک، دانشجو، پزشک، کارگر جامعه و مهندس نیجریه ای در اسرائیل آموزش دیدند.
پس از جنگ یوم کیپور در سال ۱۹۷۳، نیجریه روابط دیپلماتیک خود را با اسرائیل قطع کرد. روابط دیپلماتیک باری دیگر در سپتامبر ۱۹۹۲ برقرار شد.
از آوریل ۱۹۹۳، اسرائیل سفارت خود را در آبوجا حفظ کرده و نیجریه نیز سفارتی در تل آویو دارد. بیش از پنجاه شرکت اسرائیلی در زمینه‌های ساخت و ساز، زیرساخت‌ها، فناوری پیشرفته، ارتباطات و فناوری اطلاعات، کشاورزی و مدیریت آب در نیجریه فعالیت می‌کنند. به نوبه خود، بیش از ۵۰۰۰ شرکت و سازمان نیجریه ای وجود دارد که در اسرائیل فعالیت می‌کنند. تجارت توسط مؤسسه صادرات و همکاری بین‌المللی اسرائیل، اتاق بازرگانی نیجریه و اسرائیل (NICC) و اتاق بازرگانی اسرائیل و آفریقا ارتقا می‌یابد.
در سال ۲۰۱۳، رئیس‌جمهور گودلاک جاناتان اولین رئیس‌جمهور نیجریه بود که از دولت اسرائیل دیدار کرد. وی به دیدار با نخست‌وزیر بنیامین نتانیاهو رفته بود و موافقت نامه‌های دو جانبه خدمات هوایی را امضا کردند.